# 萧孝友
蕭孝友（991年—1063年），字撻不衍，小字陳留。辽国外戚。契丹人。萧孝穆、萧孝先、蕭孝忠、欽哀皇后蕭耨斤之弟，蕭陶瑰的第四个儿子。
辽圣宗开泰初年，萧孝友以外戚被任用，因年龄还小，被封小将军。太平元年（1021年）加左武衛大将軍、检校太保，赐名孝友。辽兴宗重熙元年（1032年），累進西北路招讨使，封兰陵郡王。西羌诸部因不满前招讨使萧惠恃强压制，多起而反抗。孝先乃一改旧辙，到任后第一天，萧孝友与当地人见面，人们对他冷眼相待，非常敌视，萧孝友不以为然，温和地对待他们，并热情招待地方首脑人物，终于消除了西羌人的敌意。结以恩惠，遇有入贡，辄增其回赐之物，羌人由是暂安。
重熙八年（1039年），进封陈王。重熙十年（1041年），加政事令，改封吴王，賜号效節宣庸定遠功臣。其後他的兄长蕭孝穆、蕭孝忠安葬，他归还京師上京临潢府。重熙十二年（1043年），拜南院枢密使，进封赵王，拜中书令。賜号翊聖協穆保義功臣。以母喪辞职，重熙十五年（1046年）任北府宰相。重熙十八年（1049年）参加西夏遠征，与萧惠大败于河南。枢密使蕭惠战敗被問責，欽哀皇太后将他赦免。重熙十九年（1050年），出任东京留守，徙封燕王。改任上京留守，進封秦王。
清寧元年（1055年），加尚父。再任東京留守。清寧二年（1056年）再任北府宰相，遙任洛京留守，賜号純德功臣。後致仕，晋封丰国王。清寧九年（1063年），子蕭胡覩拥立耶律重元叛乱，萧孝友連坐被杀。享年七十三岁。